# Petia Genkova
Petia Genkova (* 1973 in Plewen, Bulgarien) ist Psychologin, Kulturwissenschaftlerin und Professorin für Wirtschaftspsychologie an der Fakultät für Wirtschafts- und Sozialwissenschaften der Hochschule Osnabrück.

## Leben
Petia Genkova schloss 1997 ihr Diplom in Psychologie und 1998 ihr Diplom in Kulturanthropologie an der Universität „St. Kliment Ohridski“ in Sofia ab. Dort sowie an der Freien Universität Burgas war sie als wissenschaftliche Mitarbeiterin tätig. 2002 wurde sie an der Ruhr-Universität Bochum im Fach Psychologie promoviert. Anschließend arbeitete sie als Trainerin und Coach im öffentlichen und privaten Sektor. Seit 2007 lehrte sie als Privatdozentin an der Universität Passau, wo sie sich 2008 für die Fächer Psychologie und Interkulturelle Kommunikation habilitierte.
Nach einer kurzen Tätigkeit als Professorin an der Verwaltungshochschule Wiesbaden wurde sie 2011 an die Hochschule des Bundes in Brühl berufen. 2012 wechselte sie als Professorin für Wirtschaftspsychologie an die Hochschule Osnabrück, wo sie seitdem lehrt und forscht. Im Zeitraum von 2013 bis 2015 war sie darüber hinaus Beauftragte für internationale Angelegenheiten der Hochschule, seit 2015 hat sie die wissenschaftliche Leitung am Kompetenzzentrum globale Kompetenz der Hochschule inne.
Zudem wirkt Genkova unter anderem als Beisitzerin im Vorstand des Deutschen Akademikerinnenbundes (DAB), Mitglied der Medienkommission der Landesanstalt für Medien für den Frauenrat NRW sowie Vorsitzende der Sektion Politische Psychologie und Sprecherin des Gleichstellungsausschusses des Berufsverbands Deutscher Psychologinnen und Psychologen (BDP).
Sie ist außerdem Gutachterin in verschiedenen Forschungskommissionen, der zentralen Auswahlkommission des Deutschen Akademischen Austauschdienstes und mehreren internationalen Journals sowie Herausgeberin bzw. Mitherausgeberin der Zeitschrift Politische Psychologie, des Journal für Sozialmanagement, der Acta Universitatis Agriculturae et Silviculturae Mendelianae Brunensis und des Journal Odessa National University Herald (Series: Psychology).

## Schwerpunkte in Forschung und Lehre
- Psychologische Grundlagen für Erziehung und Bildung
- Psychologische Grundlagen für lebenslanges Lernen, Kompetenzförderung und Messung
- Sozialpsychologie, Diversity und Gender Mainstream
- Interkulturelle Kommunikation und interkulturelle Psychologie
- Organisationspsychologie
- Kultur (-vergleichende) Psychologie
- Medienpsychologie

## Preise und Auszeichnungen (Auswahl)
- 1994–1998: Stipendium für hervorragende Leistungen von der Staatsstiftung
- 1995: Junger Psychologe des Jahres – Auszeichnung der Stiftung „13 Jahrhunderte Bulgarien“ – Staatsstiftung
- 1996: Junger Psychologe des Jahres – Auszeichnung der Stiftung „13 Jahrhunderte Bulgarien“ – Staatsstiftung
- 2018: Höffmann-Wissenschaftspreis für Interkulturelle Kompetenz – Auszeichnung für das Lebenswerk im Hinblick auf wegweisende Arbeiten zu Themenfeldern der interkulturellen Kompetenz[10]

## Funktionen und Ämter (Auswahl)
- Vorstandsmitglied des Deutschen Akademikerinnen Bundes e. V. (DAB)
- Stellvertretende Vorsitzende des Frauenrates NRW
- Kuratorin der Studienstiftung des Berufsverbandes Deutscher Psychologinnen und Psychologen (BDP)
- Mitglied im wissenschaftlichen Beirat der Zeitschrift Report Psychologie
- Mitglied im Redaktionsbeirat Internationale Zeitschrift für Sozialpsychologie und Gruppendynamik in Wirtschaft und Gesellschaft
- Vorsitzende des Fördervereins Freunde und Förderer der Psychologischen Hochschule Berlin (PHB)
- Vorsitzende Sektion Politische Psychologie beim Berufsverband Deutscher Psychologinnen und Psychologen
- Sprecherin Gleichbehandlungsausschuss (GBA) beim Berufsverband Deutscher Psychologinnen und Psychologen (BDP)
- Mitglied im wissenschaftlichen Beirat der Zeitschrift für Diversitätsforschung und -management
- Mitglied im wissenschaftlichen Beirat Verfahren für berufliche Diagnostik der Geflüchteten (Check.Work)
- Mitglied im wissenschaftlichen Beirat bei der Industrie- und Handelskammer Bayern (IHK)
- Beraterin / Gutachterin bei der Hochschulrektorenkonferenz, Bundesministerium für Bildung und Forschung (BMBF), Wissenschaftsrat, Schweizer Forschungsfonds
- Mitglied im International Association of Cross-Cultural Psychology
- Kuratorin von Instead e.V. studentische Unternehmensberatung an der Universität Passau (2008–2011)
- Mitglied der Gutachter Kommission des Wissenschaftsrates in Berlin (5. bis 7. September 2017)

## Publikationen (Auswahl)

### Als Autorin
- Individualismus / Kollektivismus und hilfreiches Verhalten. Interkultureller Vergleich zwischen Bulgarien und Deutschland. Zugl. Dissertation. Lang Verlag, Frankfurt am Main (u. a.) 2003, ISBN 3-631-50543-4.
- „Nicht nur die Liebe zählt ...“ Lebenszufriedenheit und kultureller Kontext. Zugl. Habilitationsschrift. Pabst Science Publisher, Lengerich (u. a.) 2009, ISBN 978-3-89967-534-4.
- Kulturvergleichende Psychologie. Ein Forschungsleitfaden. Springer VS, Wiesbaden 2012, ISBN 978-3-531-18117-2.
- Interkulturelle Wirtschaftspsychologie. Springer, Berlin 2019, ISBN 978-3-662-58446-0.

### Als Herausgeberin
- mit Andrea E. Abele: Lernen und Entwicklung im globalen Kontext: „Heimliche Lehrpläne“ und Basiskompetenzen. Pabst, Lengerich (u. a.) 2008, ISBN 978-3-89967-477-4.
- Erfolg durch Schlüsselqualifikationen? „Heimliche Lehrpläne“ und Basiskompetenzen im Zeichen der Globalisierung. Pabst, Lengerich (u. a.) 2008, ISBN 978-3-89967-453-8.
- mit Christoph I. Barmeyer, Jörg Scheffer: Interkulturelle Kommunikation und Kulturwissenschaft. Grundbegriffe, Wissenschaftsdisziplinen, Kulturräume. 2. erweiterte Auflage, Stutz, Passau 2011, ISBN 978-3-88849-340-9.
- mit Tobias Ringeisen, Frederick T. Leong: Handbuch Stress und Kultur. Interkulturelle und kulturvergleichende Perspektiven. Springer VS, Wiesbaden 2013, ISBN 978-3-531-17498-3.
- mit Tobias Ringeisen: Handbuch Diversity Kompetenz. Band 1: Perspektiven und Anwendungsfelder. Springer, Wiesbaden 2016, ISBN 978-3-658-08593-3.
- mit Tobias Ringeisen: Handbuch Diversity Kompetenz. Band 2: Gegenstandsbereiche. Springer, Wiesbaden 2016, ISBN 978-3-658-08852-1.
- mit Andrea Riecken: Handbuch Migration und Erfolg. Psychologische und sozialwissenschaftliche Aspekte. Springer Fachmedien, Wiesbaden 2020, ISBN 978-3-658-18406-3
- mit Edwin Semke, Henrik Schreiber: Diversity nutzen und annehmen. Praxisimplikationen für das Diversity Management. Springer VS, Wiesbaden 2022, ISBN 978-3-658-35325-4.